# Нульовий день (серіал, Тайвань)
Нульовий день (кит.: 零日攻擊) — тайванський художній телесеріал, що виходить у 2025 році і розгортається на тлі вигаданого сценарію вторгнення Народно-визвольної армії керуємою диктатурою КПК на острів Тайвань і подій сірої зони, що призвели до цього.

## Сюжет
Літній чинний президент Тайваню програє переобрання молодшій жінці-претенденту та готується передати посаду. Поки триває політичний перехід і наближається день інавгурації, протичовновий літак PLANAF Shaanxi Y-8 падає у водах на південний схід від Тайваню (передбачається, що це акт таємної внутрішньої диверсії в рамках операції під фальшивим прапором), з єдиним уцілілим пораненим членом екіпажу літака, якого врятував і підібрав військовий корабель ROCN неподалік. Під виглядом проведення пошуково-рятувальної операції для зниклого літака Китай здійснює морську блокаду навколо Тайваню, що призвело до повного припинення міжнародного судноплавства на острів і подальшого краху фондового ринку та втечі банків . Сполучені Штати та Японія підвищують рівень військової готовності, оскільки тайванська армія мобілізується для підготовки до вторгнення, а іноземні уряди починають евакуювати своїх громадян з Тайваню.
Кампанія гібридної війни починає поширювати дезінформацію через симпатичних впливових осіб у соціальних мережах, щоб підірвати моральний дух Тайваню, а китайські хакери захоплюють місцеві телерадіоматеріали Тайваню, використовуючи створені штучним інтелектом глибокі фейки президента Тайваню, який оголосив війну Китаю, щоб змусити громадян Тайваню здатися. Поки китайські агенти та їхні місцеві пособники масово звільняють засуджених із в'язниць, озброєні групи п'ятої колони та членів банди починають блокувати дороги. По мірі того, як наступний хаос прогресує, коммандос PLAAF висаджуються на Кінмень .

## Вихід в прокат
Серіал складатиметься з десяти епізодів, а вихід планується 20 лютого 2025 року. Кожен із епізодів зніматимуть різні режисери.
17-хвилинний трейлер був випущений у липні 2024 року під час симуляції повітряних нальотів під час тайванських навчань Han Kuang .